# Bayırüstü, Divriği
Bayırüstü là một xã thuộc huyện Divriği, tỉnh Sivas, Thổ Nhĩ Kỳ. Dân số thời điểm năm 2011 là 57 người.